# Hệ thống Thông tin Phân loại Tích hợp
Hệ thống Thông tin Phân loại Tích hợp (tiếng Anh: Integrated Taxonomic Information System, được viết tắt là ITIS) là một đối tác được thiết kế để cung cấp các thông tin phù hợp và đáng tin cậy về phân loại sinh học. ITIS được ra mắt đầu tiên năm 1996 ở dạng một cơ quan trung gian trực thuộc chính phủ liên bang Hoa Kỳ, cơ quan này liên quan đến một số cơ quan liên bang Hoa Kỳ và hiện trở thành một thực thể quốc tế cùng với các đối tác là các cơ quan thuộc chính phủ Canada và México. Cơ sở dữ liệu được tạo ra từ một cộng đồng lớn gồm nhiều chuyên gia về phân loại học. Mục tiêu ban đầu của ITIS là tạo cơ sở dữ liệu cho các loài ở Bắc Mỹ, nhưng nhiều nhóm có phân bố trên toàn cầu và ITIS đã tiếp tục hợp tác với các cơ quan quốc tế khác để tăng mức độ phủ dữ liệu ở mức toàn cầu.

## Cơ sở dữ liệu tham khảo
ITIS cung cấp cơ sở dữ liệu tham khảo tự động về danh pháp khoa học và tên thông dụng của các loài. Tính đến tháng 4 năm 2012, cơ sở dữ liệu này có hơn 719.000 danh pháp khoa học, đồng nghĩa và tên gọi thông dụng của các cấp phân loại sinh học của những loài sống trên đất liền, trong biển và loài nước ngọt trong tất cả các giới sinh học (động vật, thực vật,  nấm và vi sinh vật). While the system does focus on North American species at minimum, it also includes many species not found in North America, especially among birds, fishes, amphibians, mammals, many reptiles, and several invertebrate animal groups. Dữ liệu của ITIS được xem là thông tin công cộng, và có thể phân phối và sao chép tự do, nhưng cần phải trích dẫn tham chiếu phù hợp. ITIS thường được sử dụng như một nguồn tham khảo dữ liệu phân loại de facto trong các dự án thông tin đa dạng sinh học.
ITIS tích hợp mỗi tên khoa học với một mã phân loại duy nhất và ổn định TSN được xem là "mẫu số chung" cho việc truy cạp thông tin liên quan đến các vấn đề như loài xâm lấn. sự suy giảm số lượng loài lưỡng cư, chim di cư, fishery stocks, các tác nhân thụ phấn, động vật gây hại cho nông nghiệp, và các dịch bệnh đang phát triển. ITIS trình bày các tên gọi theo một hệ thống phân loại chuẩn gồm tên tác giả, năm, phân bố, và thư mục tham khảo liên quan đến các tên đó. Ngoài ra, các tên thông thường cũng được tập hợp bằng những ngôn ngữ khác được sử dụng ở châu Mỹ như tiếng Anh, Pháp, Tây Ban Nha, và Bồ Đào Nha.